# Хелльстен, Войтто
Войтто Вальдемар Хелльстен (фин. Voitto Valdemar Hellstén; 15 февраля 1932 — 7 декабря 1998) — финский легкоатлет, призёр Олимпийских игр.

## Биография
Войтто Вальдемар Хелльстен родился в 1932 году в Перттели. В 1952 году на Олимпийских играх в Хельсинки принял участие в соревнованиях по бегу на 100 м, 200 м и эстафете 4×100 м, но не завоевал медалей. В 1956 году на Олимпийских играх в Мельбурне стал обладателем бронзовой медали в беге на 400 м; в эстафете же 4×400 м медалей не завоевал. В 1960 году участвовал в Олимпийских играх в Риме, но медалей не завоевал.